# Devis Miorin
Devis Miorin (San Vito al Tagliamento, 24 marzo 1976) è un ex ciclista su strada italiano.

## Palmarès

### Strada
- 1997 (Dilettanti, una vittoria)

Classifica generale Giro della Valle d'Aosta
- 1998 (Dilettanti, una vittoria)

Trofeo Alcide De Gasperi
- 1999 (Dilettanti, tre vittorie)

Giro del Medio Brenta
Giro del Piave
Campionati italiani, Prova in linea senza contratto
- 2002 (De Nardi-Pasta Montegrappa, una vittoria)

1ª tappa International UNIQA Classic (Traismauer > Traismauer)

## Piazzamenti

### Grandi Giri
- Giro d'Italia

2001: 123º
- Vuelta a España

2005: 109º

### Classiche monumento
- Milano-Sanremo

2000: 140º
2001: 127º
2004: 131º
- Giro di Lombardia

2005: ritirato